# Archidiecezja Ankony-Osimo
Archidiecezja Ankony-Osimo (łac. Archidioecesis Anconitana-Auximana) – archidiecezja Kościoła rzymskokatolickiego we Włoszech, w regionie kościelnym Marche.

## Historia
Została erygowana jako diecezja Ankony w III wieku, w 1422 połączona z diecezją Numany. 14 września 1904 została podniesiona do rangi archidiecezji. 15 sierpnia 1972 stała się siedzibą metropolii. W 1986 dołączono do niej zniesioną wówczas diecezję Osimo.

## Główne świątynie
- Archikatedra: Bazylika archikatedralna św. Cyriaka w Ankonie
- Konkatedra: Bazylika konkatedralna św. Leoparda w Osimo

## Arcybiskupi Ancona-Osimo
- Carlo Maccari (1986–1989)[a]
- Dionigi Tettamanzi (1989–1991)
- Franco Festorazzi (1991–2004)
- Edoardo Menichelli (2004–2017)
- Angelo Spina (od 2017)